# 勒蓬德博瓦桑 (萨瓦省)
勒蓬德博瓦桑（法語：Le Pont-de-Beauvoisin，法語發音：[lə pɔ̃ də bovwazɛ̃]）是法国萨瓦省的一个市镇，隔吉耶河与伊泽尔省同名市镇相望，属于尚贝里区。

## 地理
勒蓬德博瓦桑（45°32'11"N, 5°40'21"E）面积1.83 平方千米，位于法国奥弗涅-罗讷-阿尔卑斯大区萨瓦省，该省份为法国东部省份，历史上为薩伏依的一部分，北起上萨瓦省，西接伊泽尔省和安省，南部和东部与上阿尔卑斯省和意大利接壤。
与勒蓬德博瓦桑接壤的市镇（或旧市镇、城区）包括：勒蓬德博瓦桑、罗马尼约、多梅桑。
勒蓬德博瓦桑的时区为UTC+01:00、UTC+02:00（夏令时）。

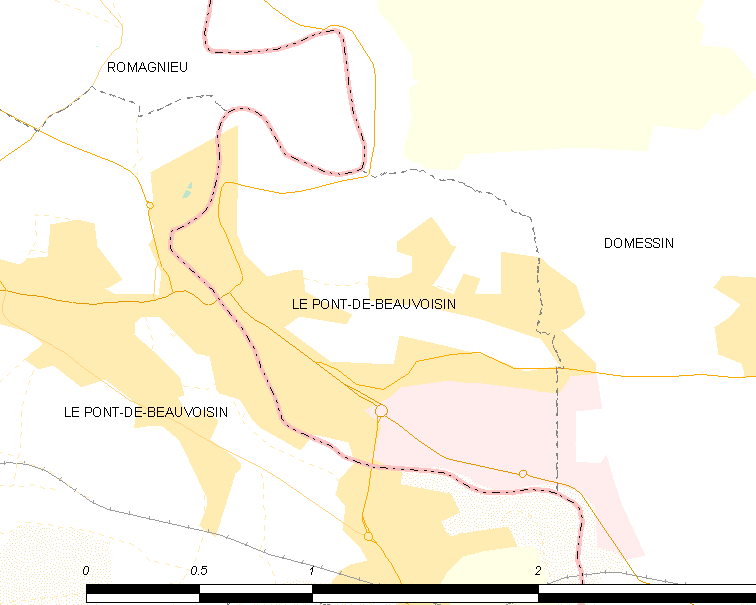
勒蓬德博瓦桑的OSM定位图

## 行政
勒蓬德博瓦桑的邮政编码为73330，INSEE市镇编码为73204。

## 政治
勒蓬德博瓦桑所属的省级选区为勒蓬德博瓦桑县。

## 人口

1962-2008年间勒蓬德博瓦桑人口变化图示

勒蓬德博瓦桑于2022年1月1日时的人口数量为2106人。